# شهرستان اودوملسکی
شهرستان اودوملسکی (به لاتین: Udomelsky District) یک شهرستان در روسیه است که در استان تور واقع شده‌است.